# Rodgau
Rodgau é um município da Alemanha, situado no distrito de Offenbach, no estado de Hesse. Tem 65,04 km² de área, e sua população em 2019 foi estimada em 45.719 habitantes.